# Департамент сельского хозяйства, рыболовства и заповедников Гонконга
Департамент сельского хозяйства, рыболовства и охраны природы Гонконга (кит. 漁農自然護理署) — департамент Правительства Гонконга, отвечающий за сельское хозяйство и рыболовство в Гонконге, а также природоохранные зоны — парки и скверы. Подчиняется секретарю по вопросам здравоохранения, социального обеспечения и продовольствия, а также секретарю по вопросам окружающей среды, транспорта и организации общественных работ.